# (392570) 2011 SN117
(392570) 2011 SN117 es un asteroide perteneciente al cinturón de asteroides, región del sistema solar que se encuentra entre las órbitas de Marte y Júpiter.
Fue descubierto el 23 de septiembre de 2011 por el equipo del proyecto Spacewatch desde el observatorio Nacional de Kitt Peak.

## Designación y nombre
Designado provisionalmente como 2011 SN117.

## Características orbitales
(392570) 2011 SN117 está situado a una distancia media del Sol de 2,993 ua, pudiendo alejarse hasta 3,296 ua y acercarse hasta 2,691 ua. Su excentricidad es 0,101 y la inclinación orbital 9,719 grados. Emplea 1891,40 días en completar una órbita alrededor del Sol.
Pertenece a la familia de asteroides de (221) Eos.

## Características físicas
La magnitud absoluta de (392570) 2011 SN117 es 16,26.